# 青井硝子
青井 硝子（あおい がらす、1986年7月1日-）は、日本のライトノベル作家、薬草研究家。本名は藤田 拓朗（ふじた たくろう）。弘前大学農学生命科学部卒業。

## 来歴
トラックで日本国内を放浪中に小説「異自然世界の非常食」を発表、その間に雑草を吸う趣味を見つけ社会が必要とする酔いを広めて提供するようになる。
アヤワスカの日本への紹介。
2020年3月、麻薬取締法違反のほう助の疑いで京都府警が逮捕、法廷闘争に入る。
2022年9月26日、京都地裁で懲役3年、執行猶予5年の有罪判決を受ける。

## 作品リスト
- 異自然世界の非常食1 2015年2月28日 KADOKAWA/エンターブレイン
- 異自然世界の非常食2 2015年8月31日 KADOKAWA/エンターブレイン
- 雑草で酔う 2019年10月29日 彩図社[1]
- 獄中で酔う 2022年4月28日 彩図社